# Rouvres-en-Woëvre
Rouvres-en-Woëvre – miejscowość i gmina we Francji, w regionie Grand Est, w departamencie Moza.
Według danych na rok 1990 gminę zamieszkiwało 318 osób, a gęstość zaludnienia wynosiła 19 osób/km² (wśród 2335 gmin Lotaryngii Rouvres-en-Woëvre plasuje się na 732. miejscu pod względem liczby ludności, natomiast pod względem powierzchni na miejscu 274.).